# 워너미디어
워너미디어 유한책임회사(영어: Warner Media, LLC)는 미국의 대중 매체 복합기업이었다.

## 역사

### 초창기
타임워너는 1966년 주차장업을 영위하던 키니파킹(Kinney Parking Company)과 청소업을 주로 내셔널클렌징회사( National Cleaning Company)가 합병한 키니내셔널서비스(Kinney National Services, Inc.)를 모태로 탄생하였다. 키니내셔널서비스는 1967년 현재의 DC코믹스와 애쉴리페이머스(Ashley-Famous)를 인수하며 미디어/연예사업을 발을 들여 놓았고 1969년 워너브라더스-세븐아츠(Warner Bros.-Seven Arts)를 인수하였다. 이때 반독점법안으로 인해 애쉴리페이머스를 매각하였다. 워너브라더스-세븐아츠(Warner Bros.-Seven Arts)는 1970년 우드스탁의 뜻하지 않은 성공으로 인해 회생하며 워너 브라더스로 재출범하게 된다.
이와 함께 키니내셔널서비스는 엘렉트라 레코드(Elektra Records)와 논서치 레코드(Nonesuch Records)를 인수하며 음반산업에도 진출하게 되는데 후에 워너 뮤직 그룹으로 발전하게 된다. 결국 1972년 키니내셔널서비스는 워너커뮤니케이션(Warner Communications Inc.)으로 사명을 변경하여 본격적인 워너시대를 열게된다.

### 인수와 매각
워너커뮤니케이션은 계속적인 성공으로 1976년 아타리컴퓨터(Atari Computer)를 인수하여 컴퓨터산업에도 진출하였으나 큰 손실을 당해 1984년 결국 아타리컴퓨터를 매각하였다. 또한, 워너커뮤니케이션은 1975년 아메리칸 엑스프레스와 합작으로 워너-아멕스새털라이트엔터테인먼트(Warner-Amex Satellite Entertainment)를 설립하여 MTV(1981), 니켈로디언(1979), 무비채널(TMC)를 개국하였다. 그러나 1984년 워너-아멕스새털라이트엔터테인먼트의 아멕스지분 50%를 인수하여 바이어컴으로 매각하였으며 바이어컴은 MTV 네트웍스로 개명하였다.

### 타임과 워너의 합병
1990년 워너커뮤니케이션은 바이어컴의 파라마운트 픽쳐스와의 치열한 경합끝에 타임(Time Inc.)를 인수하여 합병하였고 1991년 회사명을 타임워너로 변경하였다.

### 계속되는 확장
1996년 타임워너는 테드 터너가 운영하는 TBS(Turner Broadcasting System)를 인수하였다. 이 합병을 통해 타임워너는 케이블사업을 본격적으로 뛰어들게 되었으며 TBS가 보유하고 있던 1950년 이전의 영화 저작권을 인수하였다.(저작권은 TBS가 보유하나 판매 및 보급은 워너 브라더스가 담당한다.) 또한, 1990년대초 파산직전의 식스플래그테마파크(Six Flags Theme Parks)를 인수하였으나 1998년 오클라호마 소재의 프리미어파크에 매각하였다.
2000년 타임워너는 AOL과 당시로 역대 최대인 1640억불에 합병하였고 AOL 타임워너로 개명하였다. AOL이 합병회사 지분의 55%를 갖는 조건으로 사실상 AOL이 타임워너를 인수하는 모양이었지만 AOL의 지속적인 사업규모 감축 및 신규사업 실패로 인해 대규모의 손실을 입었다. 2003년 회사명에 AOL를 빼고 회사명을 다시 타임워너로 변경하였다.

### 구조조정
2007년 12월 타임워너는 타임 워너 케이블의 분사와 AOL, 타임지를 매각하여 TBS, 워너 브라더스, HBO만을 거느리는 소규모 회사로의 전환을 계획했다. 2008년 2월에는 계열사 뉴 라인 시네마를 워너 브라더스와 합병하였고 2009년 3월에는 타임 워너 케이블을 분사시켰으며 2009년 5월에는 AOL을 분사시켰다.
2014년 6월에는 타임사가 경영 효율화를 목적으로 타임워너에서 분사되었다. 이는 1990년 타임-워너사의 합병 이후 24년 만이다. 이후 타임사는 2017년 11월 26일 메러디스가 24억 달러에 인수되고 2018년 1월 31일 메러디스의 자회사가 되었다.
그리고 21세기 폭스의 설립자인 루퍼트 머독은 타임워너를 800억 달러로 사기로 했으나 이사회 측이 거절하게 되었다.

### AT&T와의 합병
2016년 10월 AT&T는 타임워너를 854억 달러에 인수하겠다고 발표했으며, 2017년 2월에는 타임워너 주주들을 시작으로 유럽 의회의 승인을 받았다. 하지만 미국 법무부 측은 독과점으로 인하여 타임워너 합병을 중단해달라며 AT&T를 상대로 소송을 걸었으나 2018년 6월 12일 연방지방법원은 AT&T와 타임워너의 손을 들어주면서 두 기업은 6월 20일까지 합병 절차를 서둘러야만 했다.
이후 6월 12일 타임워너는 AT&T와의 인수가 완료됨과 함께 6월 14일 완전히 AT&T의 자회사가 되었고, 통신 부문과는 달리 빈약한 수준의 방송 부문을 타임워너가 채우게 되었다. 6월 15일에는 타임워너를 워너미디어로 변경하고, 존 스탠키가 워너미디어의 CEO가 되었다.
2019년 3월 4일 워너미디어는 조직 개편안을 통해 방송 부문이 대거 개편되었는데, 카툰 네트워크, 부메랑 등이 워너 브라더스 부문으로 들어갔고, HBO, 시네맥스, TBS 등은 워너미디어 엔터테인먼트 부문으로, CNN, HLN, AT&T SportsNet은 워너미디어 뉴스 & 스포츠 부문으로 들어가게 되었다.

### 디스커버리와의 합병
2021년 5월 16일 디스커버리는 워너미디어와의 지분을 일부 매각하기 위해 합병 협상을 진행하였고, 다음 날인 5월 17일 협상 타결이 완료되었다. 이렇게 되면 워너미디어는 AT&T에서 분사되고 디스커버리의 주주 21%를 합친 새로운 거대 미디어 기업으로 탄생한다.

## 발자취

### 1920년대
- 1923년 워너브라더스 설립
- 1923년 타임 창간

### 1960년대
- 1967년 세븐아츠가 워너브라더스 매수
- 1969년 렌터카 회사 기니내셔날서비스가 세븐아츠 매수

### 1970년대
- 1972년 기니내셔날서비스가 워너커뮤니케이션즈(Warner Communications)로 사명 변경

### 1980년대
- 1989년 퀀텀컴퓨팅서비스가 AOL (American Online) 서비스 개시
- 1989년 워너커뮤니케이션즈, 타임 합병 후 타임워너로 사명 변경

### 1990년대
- 1991년 퀀텀컴퓨팅서비스가 아메리칸온라인으로 사명 변경. 1992년 의장이자 공동 CEO인 스티브 로스(Steve Ross)가 암 투병을 하고 있을 때 타임워너는 로스가 여전히 회사를 운영하고 있다고 주장. 내부 직원들은 그가 매우 아프기 때문에 집에서 일하고 있다는 것을 밝힘으로써 그를 상처입게 하고 싶지 않았음. 로스 또한 그의 병약 상태가 널리 알려지는 것이 그의 승계권 장악을 방해할 까봐 걱정. 그가 뉴욕의 병실에서 죽음을 맞이하던 날 밤에 앞서 "그가 하고 싶은 말은 이것이었다.: 누가 후계자가 될 것인가"라고 그의 한 친구가 전함.[2]
- 1996년 타임워너가 TBS (Turner Broadcasting System) 및 산하 기업 CNN 매수

### 2000년대
- 2000년 AOL, 타임워너 합병 후 AOL 타임워너로 사명 변경
- 2003년 AOL 타임워너가 타임워너로 다시 사명 변경
- 2009년 AOL, 타임워너가 분사

### 2010년대
- 2014년 타임이 24년 만에 타임워너에 분사
- 2018년 타임워너가 AT&T에 인수 되었고 워너미디어(WarnerMedia)로 사명 변경
- 2019년 워너미디어가 조직 개편안을 추진함에 따라 워너브라더스, 워너미디어엔터테인먼트, 워너미디어 뉴스 & 스포츠 브랜드로 개편

## 계열사

### 홈 박스 오피스 (Home Box Office Inc.)
- HBO
- HBO 필름
- HBO 맥스
- 씨네맥스

### 터너 브로드캐스팅 시스템(Turner Broadcasting System, Inc.)
- CNN
- HLN
- TBS
- 워너 채널
- TNT
- 카툰 네트워크
- 부메랑
- 터너 스포츠
- 터너 클래식 무비
- TruTV

### 워너 브라더스 엔터테인먼트 (Warner Bros. Entertainment Inc.)
- 워너 브라더스
- 워너 브라더스 스튜디오
- 워너 브라더스 패밀리 엔터테인먼트
- 워너 브라더스 인터렉티브 엔터테인먼트
- 워너 홈 비디오
- 뉴라인 시네마
- DC 엔터테인먼트
- 캐슬 록 엔터테인먼트
- The CW

### 전 산하 기업
- 월드 챔피언십 레슬링
- 타임